# Steven Kruijswijk
Steven Kruijswijk (Nuenen, 7 giugno 1987) è un ciclista su strada olandese, professionista dal 2010, che corre per il Team Visma-Lease a Bike. È Soprannominato The Clothes Hanger, ha caratteristiche di scalatore. In carriera è salito sul podio al Tour de France 2019, giungendo terzo, inoltre ha centrato la Top5 al Giro d'Italia 2016, al Tour de France 2018 e alla Vuelta a España 2018.

## Carriera

### Gli esordi e il primo anno da professionista
Nel 2007 passò dalla Van Vliet-EBH Advocaten alla Rabobank, che lo dirottò nella formazione Continental. Con questa, nel 2009, divenne campione olandese in linea nella categoria Under-23, terminando invece secondo nella prova a cronometro.
Passato nella squadra ProTour Rabobank per la stagione 2010, partecipò nello stesso anno al suo primo Giro d'Italia sostituendo Óscar Freire. Nella tappa dello Zoncolan concluse a 5'27" da Ivan Basso, mentre durante la diciassettesima frazione fu protagonista di una fuga insieme ad altri diciassette corridori: negli ultimi chilometri attaccò con il tedesco Danilo Hondo e con il francese Damien Monier, ma sulla salita finale venne staccato dai due avversari; chiuse terzo al traguardo. Nelle ultime frazioni in salita (Aprica e Passo del Tonale) perse ancora diversi minuti dai migliori, rimanendo comunque sempre nella top 20 della graduatoria. Concluse la corsa al diciottesimo posto, a poco più di 37 minuti dal vincitore Ivan Basso, e fu inoltre quarto nella classifica giovani, preceduto da Richie Porte, Robert Kišerlovski e dal compagno di squadra Bauke Mollema. A fine giugno rinnovò il contratto con la Rabobank: in agosto fu ottavo alla Vuelta a Burgos, e poche settimane dopo venne convocato in Nazionale per il campionato mondiale di Melbourne.

### 2011-2015: i piazzamenti e la prima vittoria dapro

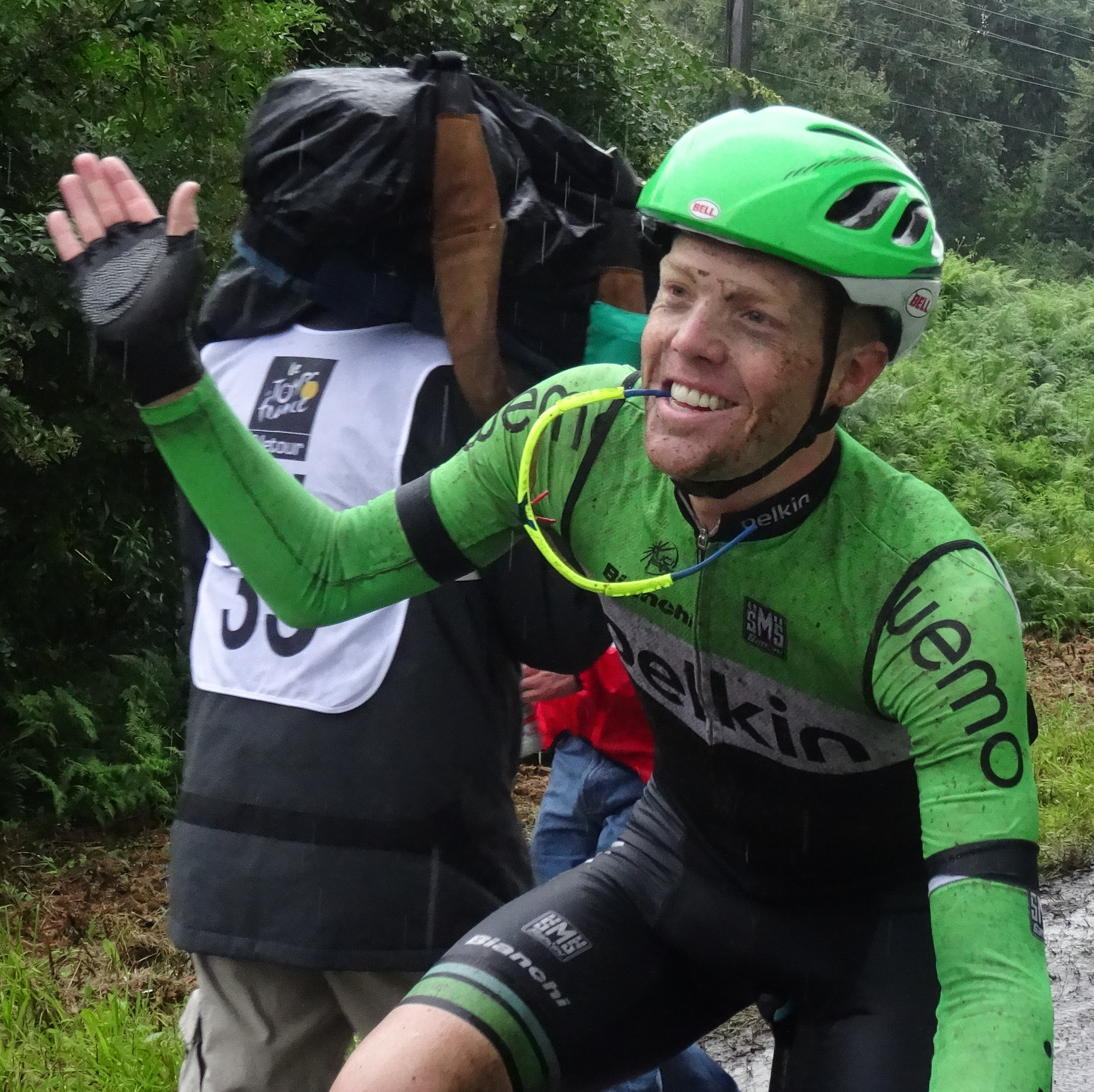
Kruijswijk al Tour de France 2014.

Nel 2011 partecipò ancora al Giro d'Italia, mettendosi in luce in più di un'occasione. Nell'undicesima tappa, conclusasi a Castelfidardo, provò la fuga ma il tentativo venne neutralizzato a soli 2,5 km dal traguardo, mentre nelle frazioni di montagna rimase spesso con i migliori rivaleggiando con il ceco Roman Kreuziger per la conquista della maglia bianca di miglior Under-25. Il migliore piazzamento lo conseguì nell'arrivo in salita di Macugnaga (diciannovesima tappa) chiudendo sesto. A Milano invece, dopo una discreta cronometro, concluse per la prima volta tra i primi dieci classificati una grande corsa a tappe, più precisamente nono a 13'51" dal vincitore Alberto Contador; chiuse invece secondo nella classifica Under-25, staccato di 2'23" da Kreuziger. In seguito alla squalifica del vincitore, Contador, ottenne l'ottavo posto nella corsa rosa.
Nel 2012 partecipò al Tour de France, giungendo terzo nella classifica dei giovani, anche se con più di un'ora di ritardo da Tejay van Garderen. Durante l'anno fu anche ottavo al Tour de Suisse e nono al Tour of Utah. Nel 2013, con la maglia della nuova Blanco (nuovo nome della Rabobank), partecipò per la terza volta al Giro d'Italia, che concluse in 26ª posizione in classifica generale. L'anno dopo si classificò quindicesimo al Tour de France e conquistò la classifica generale della Arctic Race of Norway, dopo aver vestito la maglia di leader grazie al secondo posto nella terza tappa.
Nel 2015, con la rinnovata Lotto NL-Jumbo, torna nuovamente al Giro d'Italia, e, dopo aver perso più di 8 minuti nella terza tappa, si classifica secondo nella nona frazione a San Giorgio del Sannio. Nella terza settimana risulta quindi tra i più brillanti in salita, ottenendo anche un altro secondo posto nella tappa con arrivo sull'Aprica, in cui scollina per primo sul temibile Mortirolo; rimonta così dal ventesimo al settimo posto finale in classifica, indossando inoltre per tre giorni la maglia azzurra di leader della classifica dei GPM (in cui risulterà terzo finale). A luglio prende parte anche al Tour de France, classificandosi in 21ª posizione finale.

### 2016-2018: leTop 5a Giro, Tour e Vuelta

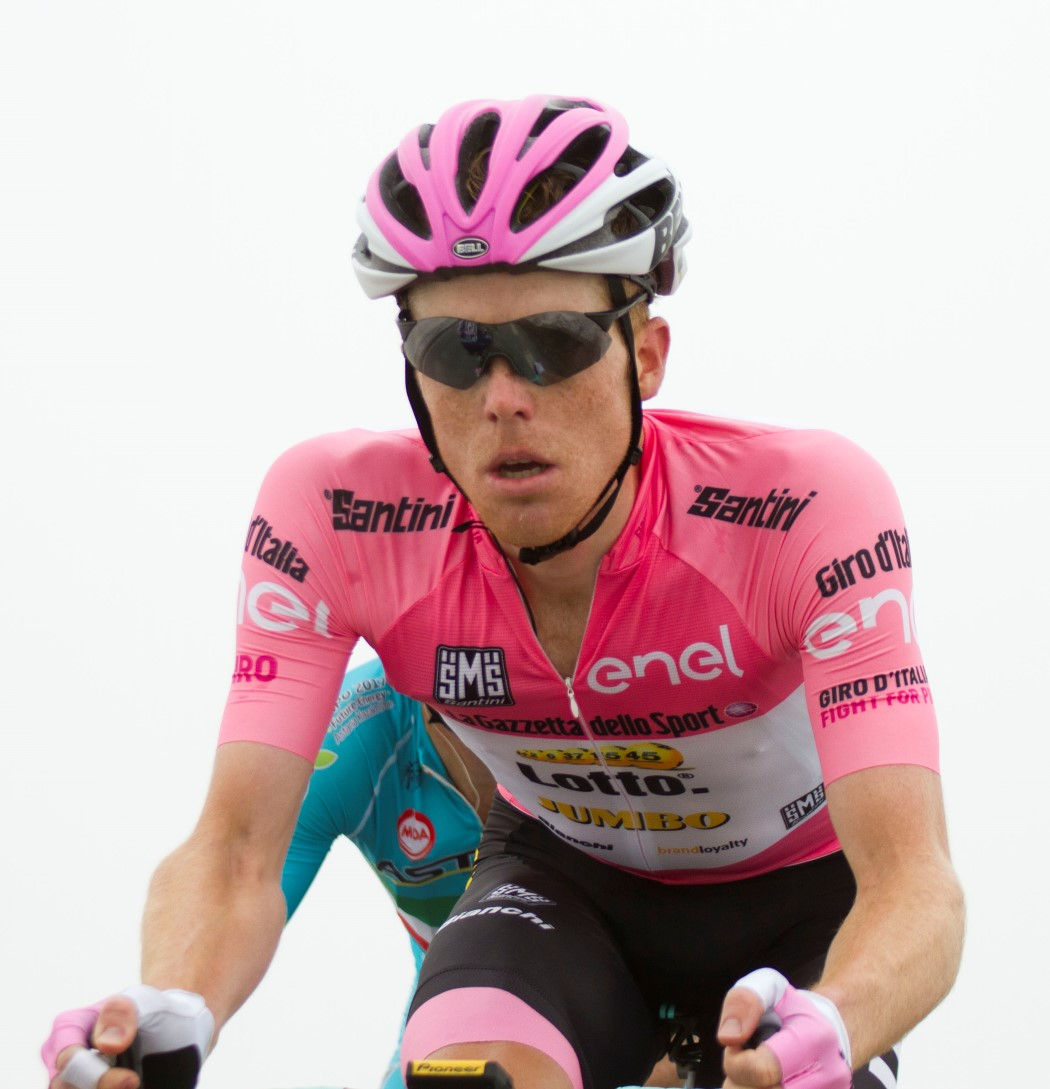
Steven Kruijswijk in azione con la maglia rosa al Giro d'Italia 2016.

Nel maggio 2016, dopo il quinto posto al Tour de Yorkshire, partecipa nuovamente al Giro d'Italia con i gradi di capitano per il Team Lotto NL-Jumbo. Dopo un inizio in sordina si afferma nelle posizioni alte della classifica grazie al terzo posto nella tappa di Praia a Mare. Va poi all'attacco sul Passo Valparola durante la quattordicesima frazione, da Alpago a Corvara: nell'occasione riesce, insieme ad Esteban Chaves (vincitore di giornata), a distanziare tutti i rivali diretti per la classifica, tra cui Vincenzo Nibali ed Alejandro Valverde, e a conquistare per la prima volta la maglia rosa. Il giorno seguente, nella cronoscalata dell'Alpe di Siusi, consolida la leadership grazie a un'ottima prova, giungendo secondo di tappa. Termina così la seconda settimana di corsa con più di due minuti di vantaggio sul più immediato inseguitore, Esteban Chaves. All'inizio della terza settimana, nella sedicesima tappa con arrivo ad Andalo, risponde sin dalle prime salite agli attacchi degli avversari e nell'ultima ascesa stacca, insieme a Valverde e Il'nur Zakarin, gli altri rivali, piazzandosi ancora secondo al traguardo, alle spalle del solo Valverde: porta così a tre minuti esatti il margine su Chaves. Tre giorni dopo, nella diciannovesima tappa da Pinerolo a Risoul, è però vittima di una caduta durante l'inizio della discesa del Colle dell'Agnello: nell'incidente impatta nel costone innevato e dopo una capriola in avanti cade al suolo, riportando la frattura di una costola. Rialzatosi, conclude la gara con un ritardo dal vincitore di giornata, Vincenzo Nibali, pari a 4'52", ed è costretto a cedere la maglia rosa a Esteban Chaves, scivolando al terzo posto della generale. Nell'ultima tappa di montagna, con arrivo a Sant'Anna di Vinadio, rimane nel gruppo dei migliori per gran parte della tappa, ma si stacca infine sul Colle della Lombarda perdendo anche il gradino più basso del podio a favore di Alejandro Valverde. Chiude il Giro al quarto posto in classifica generale dopo aver vestito la maglia rosa per cinque giorni.
Nella stessa stagione partecipa alla Vuelta a España con l'ambizione di salire sul podio di Madrid, ma anche nella corsa spagnola è vittima di una caduta nella quinta frazione, a causa di un paletto non segnalato dall'organizzazione; terminerà la tappa ma l'indomani non prenderà il via (frattura della clavicola).
Nel 2017 partecipa al Giro d'Italia con ambizioni di classifica. Dopo essere stato limitato nel rendimento durante le prime tappe a causa di una caduta al precedente Tour de Yorkshire, ritrova competitività nella fase centrale della corsa, risalendo fino all'ottavo posto in classifica. A causa di una gastroenterite non prende il via della ventesima frazione mentre occupava il decimo posto in classifica. Successivamente disputa il Giro di Svizzera con ambizioni di classifica, piazzandosi terzo a 1'08" dal vincitore Simon Špilak. Conclude poi al quinto posto il Tour de l'Ain e al nono la Vuelta a España.

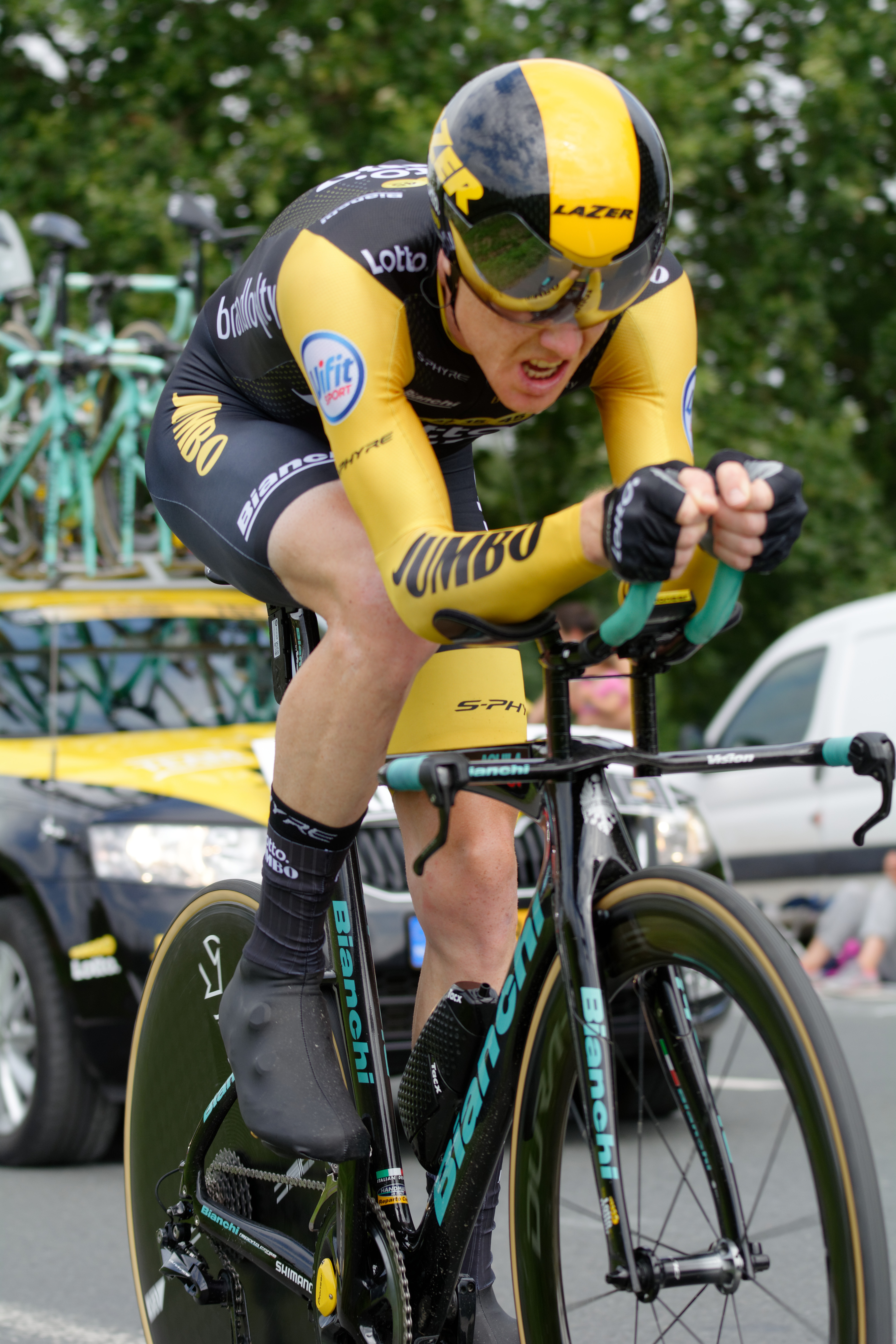
Steven Kruijswijk impegnato in una prova a cronometro del Tour de France 2018.

Nel 2018, in avvicinamento al Tour de France, ottiene diversi piazzamenti nelle gare della prima metà di stagione, classificandosi settimo alla Vuelta a Andalucía, ottavo alla Volta Ciclista a Catalunya, sesto al Tour de Romandie e ottavo al Giro di Svizzera. Nella Grande Boucle, dopo un inizio in sordina, comincia a mettersi in evidenza con il compagno Primož Roglič durante la seconda settimana di corsa, entrando nella Top 10 generale; anche nell'ultima settimana rimane quasi sempre con i migliori, e al termine della diciannovesima tappa, la Lourdes-Laruns vinta proprio da Roglič grazie anche al supporto di Kruijswijk, si issa al quinto posto della generale. Sarà quello il suo risultato finale al Tour 2018, miglior piazzamento in carriera nella corsa francese. Dopo il Tour partecipa alla Vuelta a España come capitano della Lotto NL. Già al termine della quarta tappa entra tra i primi dieci in classifica, e in seguito, soprattutto grazie ai piazzamenti nelle tre tappe in Asturie e Cantabria tra seconda e terza settimana, sale dal nono al terzo posto generale parziale. Dopo aver perso e ripreso il terzo posto nella tappa di Andorra, perde definitivamente il podio nell'ultima tappa di montagna, con arrivo al Coll de la Gallina, subendo l'attacco di Enric Mas e Miguel Ángel López; deve così accontentarsi del quarto posto finale, confermandosi comunque ad alti livelli.

### 2019: Il podio al Tour

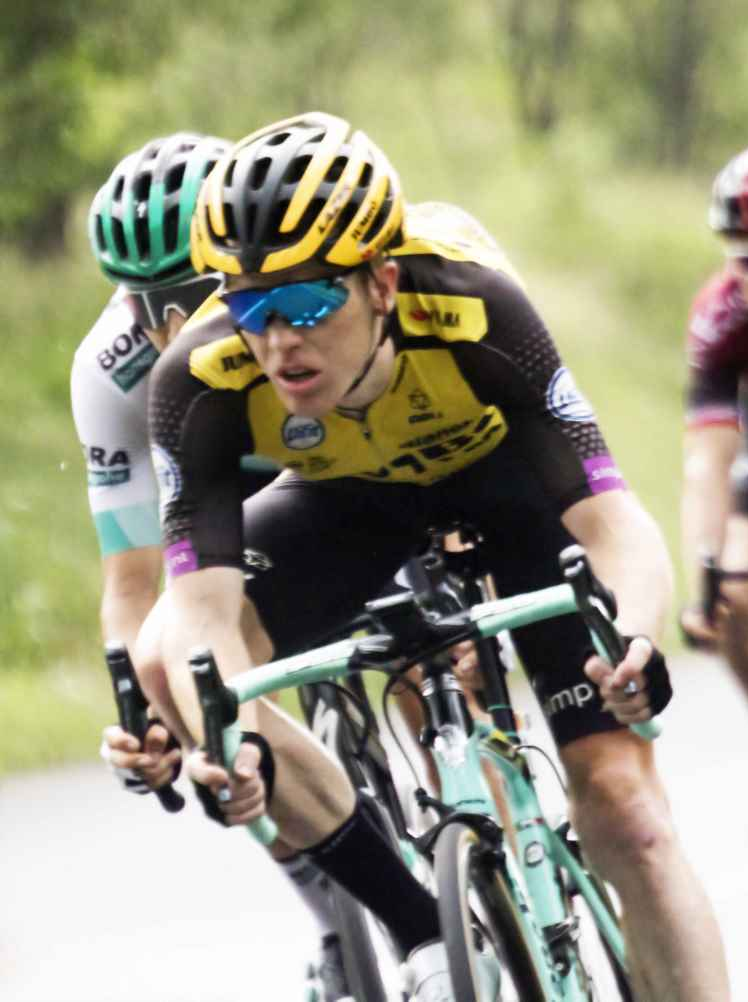
Steven Kruijswijk in azione al Tour de France 2019.

La stagione 2019 è incentrata sull'obiettivo Tour de France; inizia a correre in febbraio alla Vuelta a Andalucía, dove in 4 frazioni su 5 entra nel Top10 di giornata e chiude terzo in classifica generale. A fine marzo è al via della Volta Ciclista a Catalunya, nella quale ottiene il quinto posto della generale. Ad inizio maggio, partecipa al Tour de Romandie, dove si piazza sesto in generale. In giugno, come preparazione ultima al Tour, è al via del Critérium du Dauphiné, corsa in cui si ritira durante l'ottava tappa. Alla Grande Boucle parte subito forte, poiché vince con la sua squadra, la prova cronometro riservata ai team, di Bruxelles; sul traguardo di La Planche des Belles Filles perde terreno e precipita in ottava posizione, ma in occasione della dodicesima tappa, la cronometro di Pau, riesce a tornare sul podio virtuale della corsa; sull'arrivo di Valloire perde la terza piazza a favore di Egan Bernal, ma due giorni dopo, a Val Thorens recupera la sua posizione a discapito di Julian Alaphilippe. A Parigi sale sul podio assieme al duo Ineos, Bernal-Thomas.   Dopo un mese di riposo è al via della Vuelta a España con l'obiettivo di aiutare Primož Roglič: tuttavia durante la quarta frazione si ritira. 

## Palmarès
- 2009 (Rabobank Continental Team)

Campionati olandesi, Prova in linea under-23
- 2011 (Rabobank, una vittoria)

6ª tappa Tour de Suisse (Tobel-Tägerschen > Triesenberg)
- 2014 (Belkin, una vittoria)

Classifica generale Arctic Race of Norway

### Altri successi
- 2007 (Rabobank Continental Team)

Prologo Tour Alsace (Sausheim, cronosquadre)
- 2019 (Jumbo-Visma)

2ª tappa Tour de France (Bruxelles > Bruxelles, cronosquadre)

## Piazzamenti

### Grandi Giri
- Giro d'Italia

2010: 18º
2011: 8º
2013: 26º
2014: ritirato (9ª tappa)
2015: 7º
2016: 4º
2017: non partito (20ª tappa)
2020: non partito (10ª tappa)
2025: 38º
- Tour de France

2012: 33º
2014: 15º
2015: 21º
2018: 5º
2019: 3º
2021: ritirato (17ª tappa)
2022: ritirato (15ª tappa)
- Vuelta a España

2011: 40º
2016: non partito (6ª tappa)
2017: 9º
2018: 4º
2019: ritirato (4ª tappa)
2021: 12º
2024: 19°

### Classiche monumento
- Liegi-Bastogne-Liegi

2012: 90º
- Giro di Lombardia

2011: 29º
2012: ritirato
2014: 84º
2015: ritirato
2017: 28º
2019: ritirato
2021: 43º

### Competizioni mondiali
- Campionati del mondo

Stoccarda 2007 - In linea Under-23: ritirato
Mendrisio 2009 - Cronometro Under-23: 12º
Mendrisio 2009 - In linea Under-23: ritirato
Melbourne 2010 - In linea: 91º
Copenaghen 2011 - In linea: 89º
Ponferrada 2014 - In linea: ritirato
Innsbruck 2018 - In linea Elite: 27º
- Giochi olimpici

Rio de Janeiro 2016 - In linea: 39º

### Competizioni europee
- Campionati europei

Hooglede-Gits 2009 - Cronometro Under-23: 6°
Hooglede-Gits 2009 - In linea Under-23: 66°